# Kalimpong

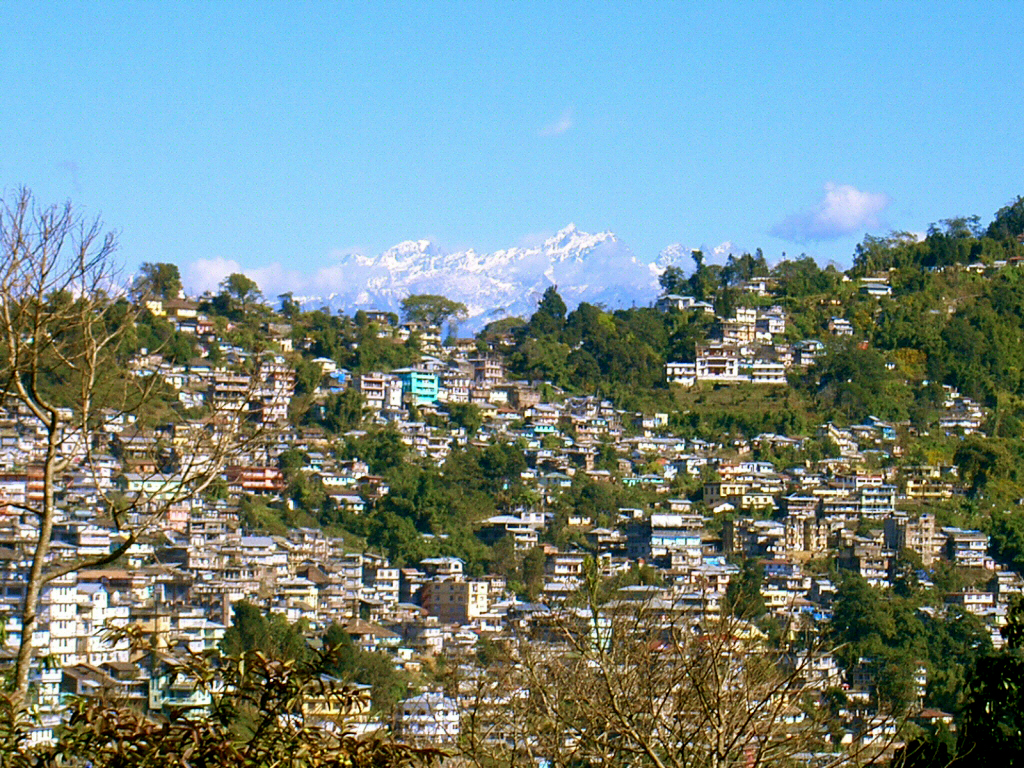
Vy över Kalimpong.

Kalimpong är en bergsstad i den indiska delstaten Västbengalen och är belägen cirka 1 250 m ö.h. Staden hade 49 403 invånare vid folkräkningen 2011, med förorter 56 192 invånare. Kalimpong tillhör distriktet Darjeeling.
Staden var länge en viktig knutpunkt i gränshandeln mellan Indien och Tibet. Efter upproret i Tibet 1959 blev staden ett viktigt centrum för tibetansk kultur, men stadens ekonomi drabbades hårt i samband med att gränsen till Kina stängdes efter det Sino-indiska kriget 1962.